# HD 93129
Désignations
HD 93129 est un système stellaire triple dans la nébuleuse de la Carène. Les trois composantes sont des étoiles de type spectral O, chaudes, et sont parmi les étoiles les plus lumineuses de la Voie lactée. C'est le membre dominant de Trumpler 14 (en), un jeune amas stellaire au sein de l'association stellaire Carina OB1 (en) qui abrite d'autres étoiles super-lumineuses tels que Eta Carinae et WR 25 (en).

## Structure et membre

### HD 93129 A

#### HD 93129 Aa
HD 93129 A est une des étoiles les plus brillantes de la Voie lactée. Cette supergéante bleue de classe O se situe à une distance d’environ 7500 années-lumière de la Terre dans la nébuleuse de la Carène. Cette nébuleuse est une région abritant plusieurs étoiles très brillantes, où HD 93129 A et Eta Carinae se distinguent en championnes en termes de magnitude absolue.
HD 93129 A est très jeune, et sa naissance devrait avoir lieu il y a environ 900.000 ans, soit à l’époque de l’âge de glaciation de Günz. Elle a une masse d’environ 120 fois celle du Soleil, une luminosité environ 5 500 000 fois plus grande et fait partie des étoiles perdant de la masse le plus rapidement.

### HD 93129 B
HD 93129A évolue en système binaire avec HD 93129 B, une autre supergéante bleue de type O3 Ia, avec une masse estimée à 200 masses solaires.